# Ivar Ballangrud
Ivar Ballangrud (* 7. März 1904 in Lunner; † 1. Juni 1969 in Trondheim) war ein norwegischer Eisschnellläufer. Mit vier Olympiasiegen und vier Titeln bei den Mehrkampfweltmeisterschaften gehört er zu den erfolgreichsten Eisschnellläufern der Geschichte.

## Werdegang
Ivar Ballangrud wurde im kleinen Ort Lunner in Hadeland geboren. Er gehörte zum sogenannten „Hadeland-Trio“, das neben ihm aus den Eisschnellläufern Michael Staksrud und Hans Engnestangen bestand und den Eisschnelllauf in den 1930er Jahren dominierte. Im Zeitraum von 1924 bis 1939 gehörte Ballangrud zur Weltspitze im Eisschnelllauf. Als er 1924 19-jährig auf internationaler Bühne debütierte, schlug er sogleich den frischgebackenen Olympiasieger über 10.000 Meter, Julius Skutnabb, auf dessen Heimbahn.
1926 wurde Ballangrud in Trondheim zum ersten Mal Mehrkampfweltmeister. Weitere Titel folgten 1932 in Lake Placid sowie 1936 und 1938 in Davos. Lediglich Oscar Mathisen, Clas Thunberg und Sven Kramer gewannen mehr Titel. Außerdem wurde Ballangrud in den Jahren 1929, 1930, 1933 und 1936 Mehrkampfeuropameister.
Bei den Olympischen Spielen 1928 in St. Moritz errang Ballangrud mit Bronze über 1500 m und Gold über 5000 m seine ersten olympischen Medaillen. Bei den nächsten Olympischen Spielen 1932 in Lake Placid wäre Ballangrud Favorit gewesen, wenn die Wettkämpfe im gewohnten europäischen Zweikampfmodus durchgeführt worden wären. Im ungewohnten Massenstartmodus, gegen dessen Protest Clas Thunberg gar nicht erst angereist war, reichte es für Ballangrud immerhin zu Bronze über 1500 m und Silber über 10.000 m. Seine Olympischen Spiele sollten allerdings erst noch kommen. 1936 in Garmisch-Partenkirchen avancierte Ballangrud zum erfolgreichsten Athleten dieser Olympischen Spiele. Er gewann überraschend über 500 m, dann auch über 5000 und 10.000 m. Den totalen Triumph Ballangruds auf allen Distanzen verhinderte sein Landsmann Charles Mathiesen, der ihn über 1500 m auf den zweiten Platz verweisen konnte.
1930 löste Ballangrud Oscar Mathisen als Führenden im Adelskalender ab. Er brachte es auf 188,806 Punkte und behielt die Führung sieben Jahre lang.
Zusätzlich zu seinen fünf Weltrekorden lief Ballangrud die 10.000 m in einem Vorbereitungsrennen zu den Olympischen Spielen 1932 im Massenstartmodus in 16:46,4 min. Diese Zeit lag 31 Sekunden unter dem damaligen Weltrekord und wurde erst 20 Jahre später von Hjalmar Andersen übertroffen.

## Persönliche Bestzeiten
| Strecke  | Zeit         | Datum            | Ort        |
| -------- | ------------ | ---------------- | ---------- |
| 500 m    | 42,7 s       | 31. Januar 1939  | St. Moritz |
| 1000 m   | 1:29,3 min   | 24. Februar 1937 | Oslo       |
| 1500 m   | 2:14,0 min   | 29. Januar 1939  | Davos      |
| 3000 m   | 4:49,6 min¹  | 29. Januar 1935  | Davos      |
| 5000 m   | 8:17,2 min¹  | 18. Januar 1936  | Oslo       |
| 10.000 m | 17:14,4 min¹ | 6. Februar 1938  | Davos      |

¹ = Weltrekord zur Zeit des Laufes